# Georg Malin
Georg Malin (nacido en Mauren, 8 de febrero de 1926) historiador e historiador del arte, pintor y escultor, natural del principado de Liechtenstein.
Fue el primer conservador de la colección del Kunstmuseum Liechtenstein, colección pública, centrada en el arte moderno y contemporáneo internacional.
En 2006, celebrando su 80 cumpleaños, el Museo de Arte de Liechtenstein celebró una exposición retrospectiva del artista

## Obras
Además de en su Liechtenstein natal, sus obras pueden encontrarse en Suiza, Austria y Alemania.

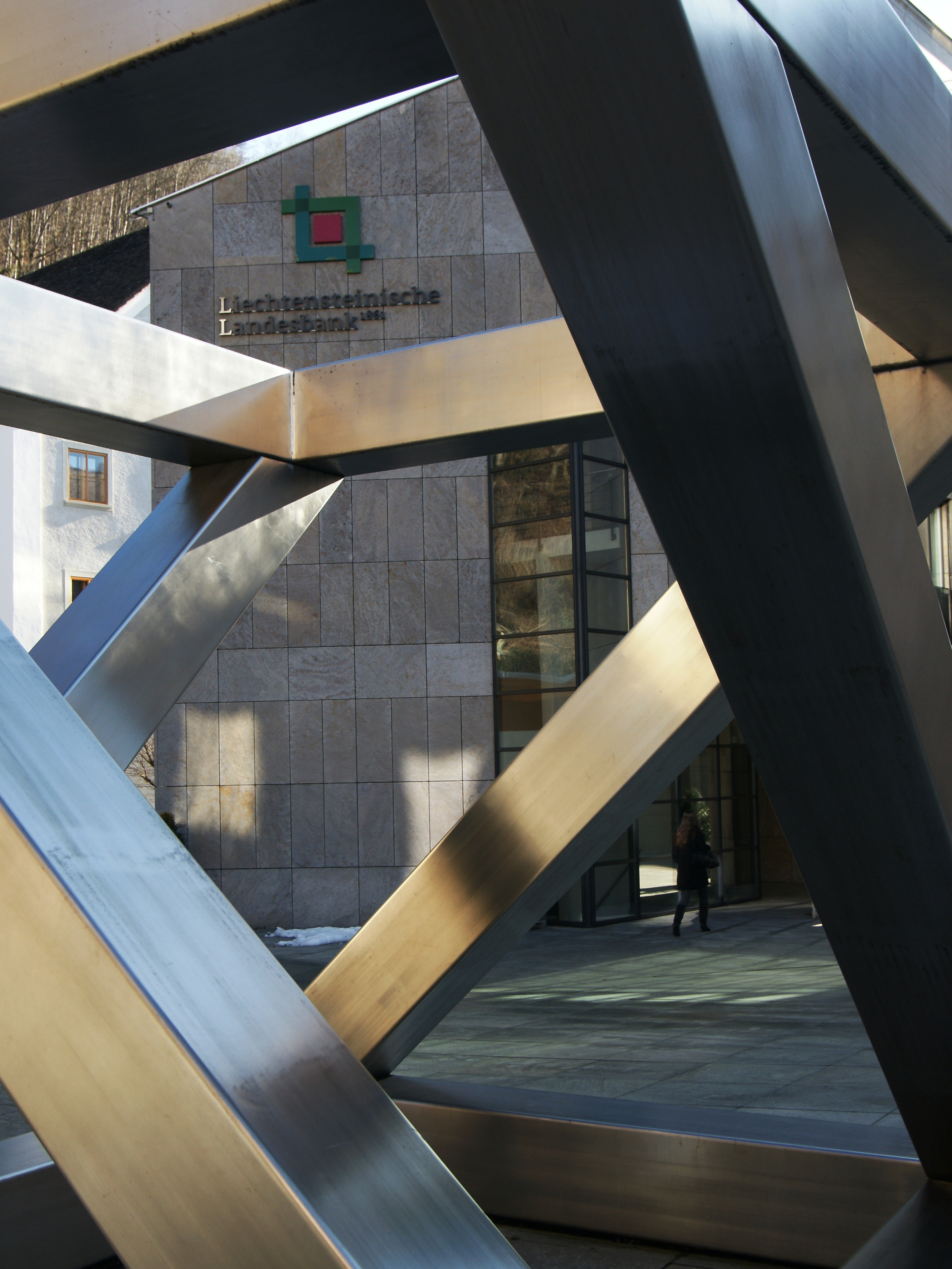
Escultura frente al Liechtensteinische Landesbank
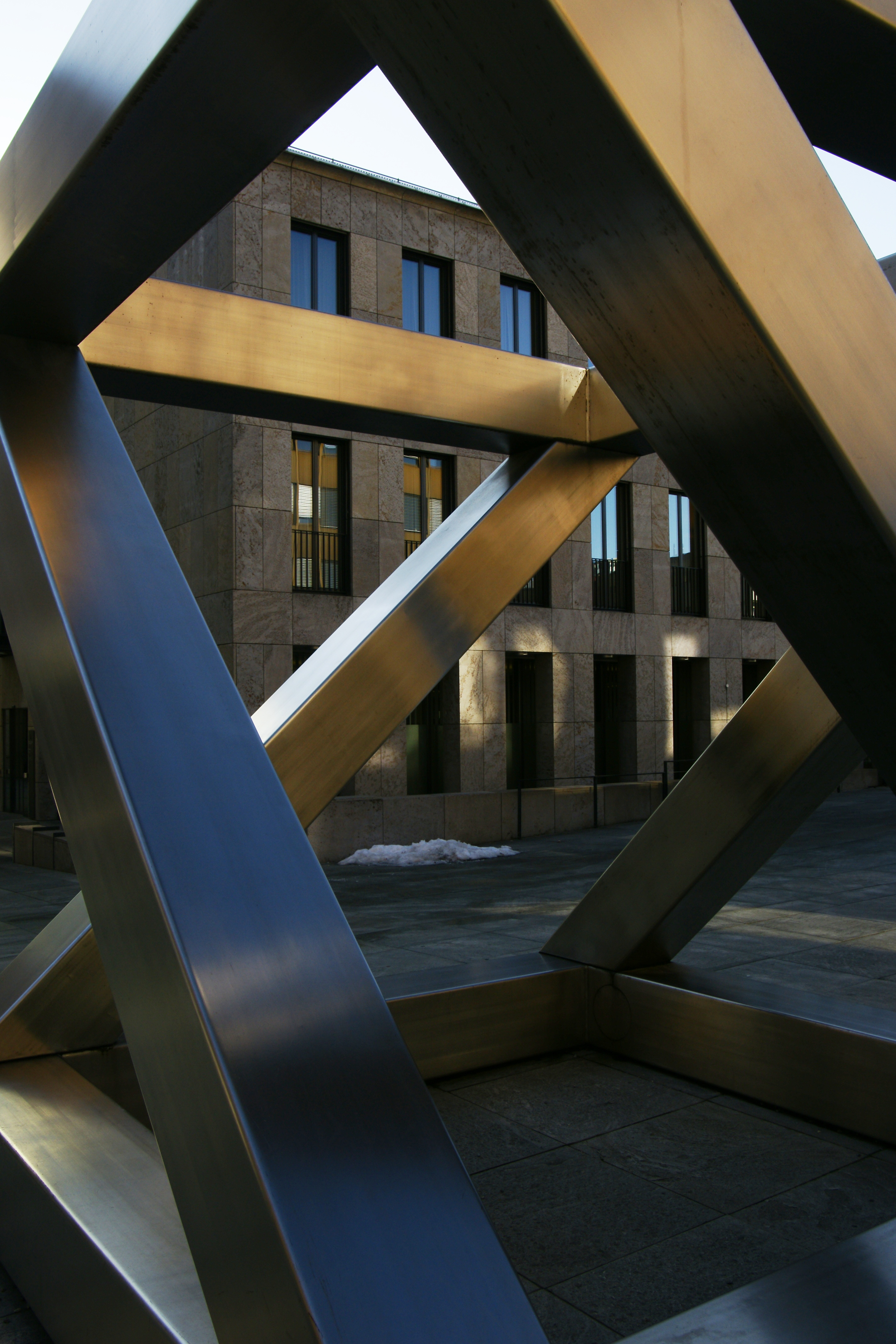
en Vaduz
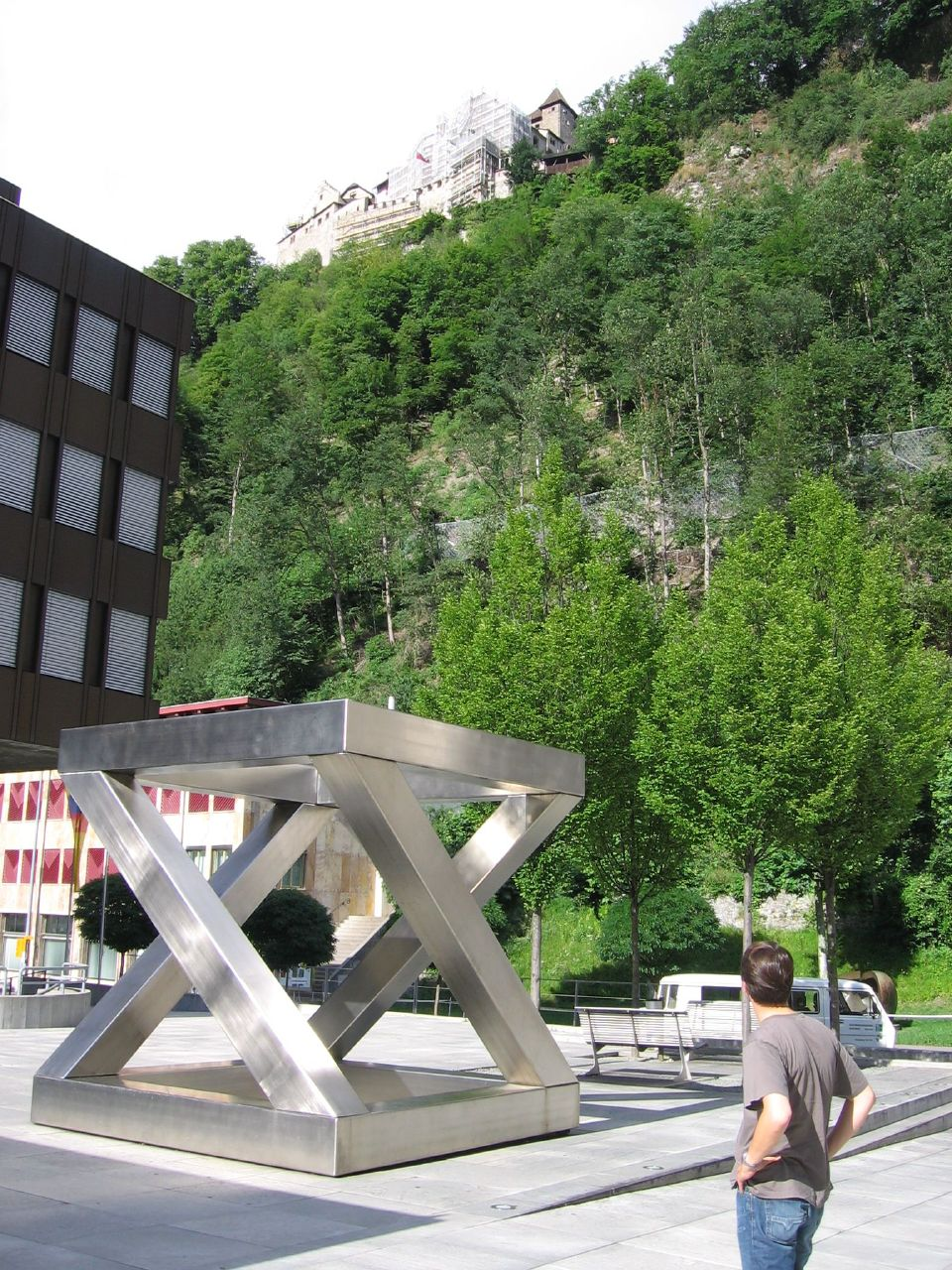
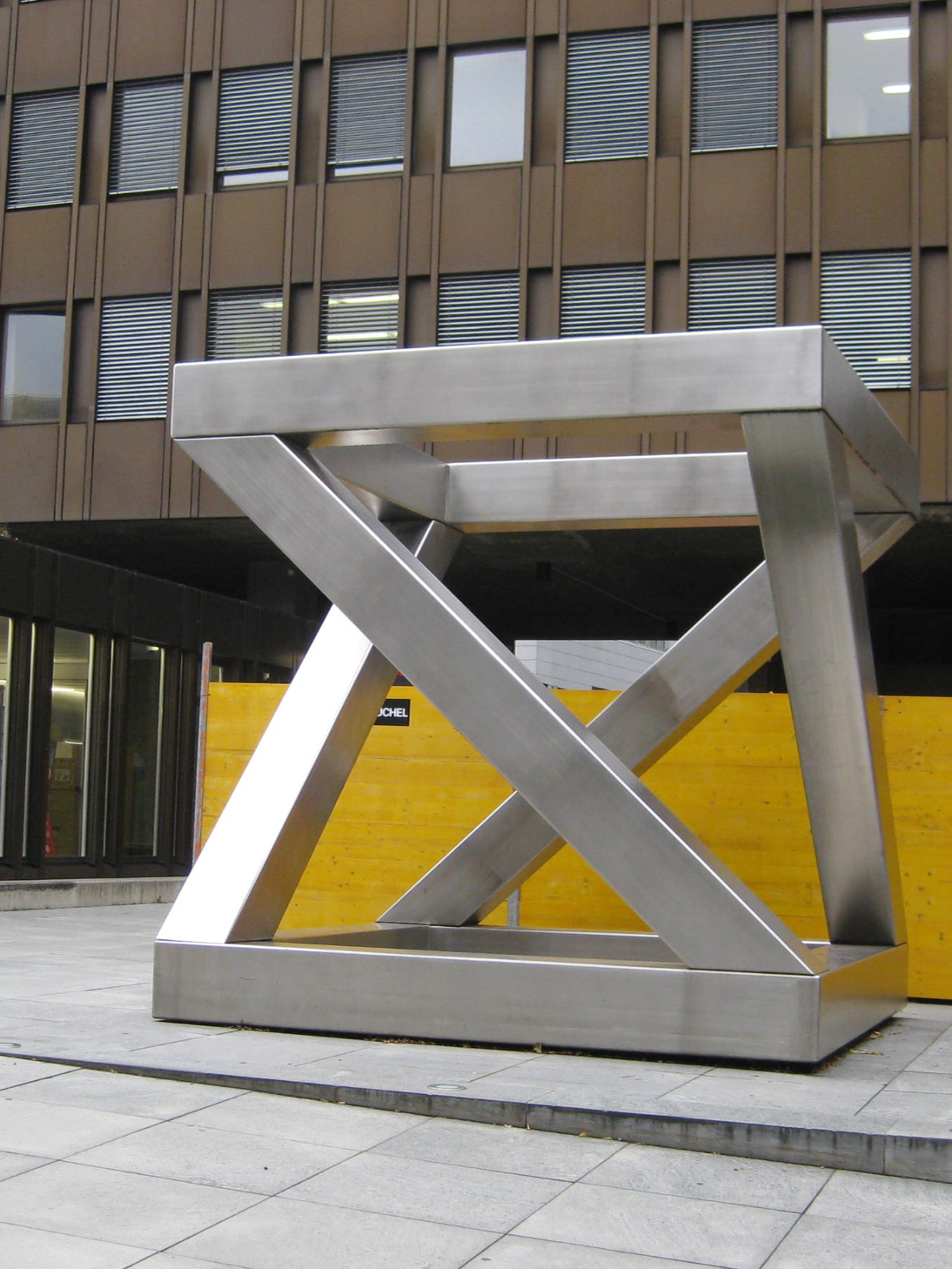